# Nikola Vulić
Nikola Vulić (* 15. Novemberjul. / 27. November 1872greg. in Shkodra; † 25. Mai 1945 in Belgrad) war ein serbischer Althistoriker.
Vulić studierte an der Universität Belgrad und an der Universität München, wo er 1896 zum Dr. phil. promoviert wurde. Anschließend kehrte er nach Belgrad zurück, wo er zunächst am Gymnasium unterrichtete und ab 1897 an der Universität. 1901 wurde er zum Professor der Altertumskunde ernannt. 1921 wurde er zum ordentlichen Mitglied der Serbischen Akademie der Wissenschaften gewählt. Von 1922 bis 1931 war er Präsident der Serbischen Archäologischen Gesellschaft. 1938 trat er in den Ruhestand. Während des Zweiten Weltkriegs war er im KZ Banjica inhaftiert.
Während seiner Lehr- und Forschungstätigkeit in Belgrad begründete Vulić eine bedeutende altertumswissenschaftliche Schule mit internationaler Ausstrahlung. Er selbst verfasste über 550 Publikationen in serbischer, französischer, lateinischer und deutscher Sprache über die antike Geschichte der Balkanhalbinsel, Epigraphik und Sprachgeschichte. Außerdem nahm er an Grabungskampagnen in Kosmaj (1911–1912), in Trebeništa am Ohridsee (1930–1933) und Skopje teil. Vulić legte großen Wert auf die Qualität der wissenschaftlichen Methodik und trat insbesondere nationalromantischer Verklärung entgegen. Er äußerte sich auch im Streit um den Namen Mazedonien zugunsten der Benennung der Region als „Serbien“.
Als Altertumswissenschaftler war Vulić international hoch anerkannt. Er war Mitglied mehrerer gelehrter Gesellschaften im Ausland (der Rumänischen Akademie, der Bulgarischen Archäologischen Gesellschaft, der Österreichischen Akademie der Wissenschaften und des Österreichischen Archäologischen Instituts, des Deutschen Archäologischen Instituts, der Académie des Inscriptions et Belles-Lettres, der Accademia Vergiliana und der Griechischen Gesellschaft zu Konstantinopel) und Ehrendoktor der Universitäten zu Clermont-Ferrand und Padua.
Eine Bronzebüste von Vulić, geschaffen von Sreten Stojanović (1944), befindet sich im Serbischen Nationalmuseum in Belgrad.

## Schriften (Auswahl)
- Historische Untersuchungen zum Bellum Hispaniense. München 1896 (Dissertation)
- Antike Denkmäler in Serbien. In: Jahreshefte des Österreichischen Archäologischen Institutes. Band 3 (1900), Beiblatt, Sp. 105–178
- mit Anton von Premerstein: Antike Denkmäler in Serbien II. In: Jahreshefte des Österreichischen Archäologischen Institutes. Band 4 (1901), Beiblatt, Sp. 73–162
- Antike Denkmäler in Serbien und Makedonien. In: Jahreshefte des Österreichischen Archäologischen Institutes. Band 6 (1903), Beiblatt, Sp. 1–60